# Genevieve Behrent
Genevieve „Gen” Behrent (ur. 25 września 1990) – nowozelandzka wioślarka, srebrna medalistka olimpijska z Rio de Janeiro.
Zawody w 2016 były jej pierwszymi igrzyskami olimpijskimi. W Brazylii zajęła drugie miejsce w dwójce bez sternika, partnerowała jej Rebecca Scown. Na igrzyskach w 2016 startowała też w ósemce (czwarte miejsce). W tej konkurencji ma w dorobku srebrny medal mistrzostw świata z 2015.